# Přírodní park Schlern-Rosengarten

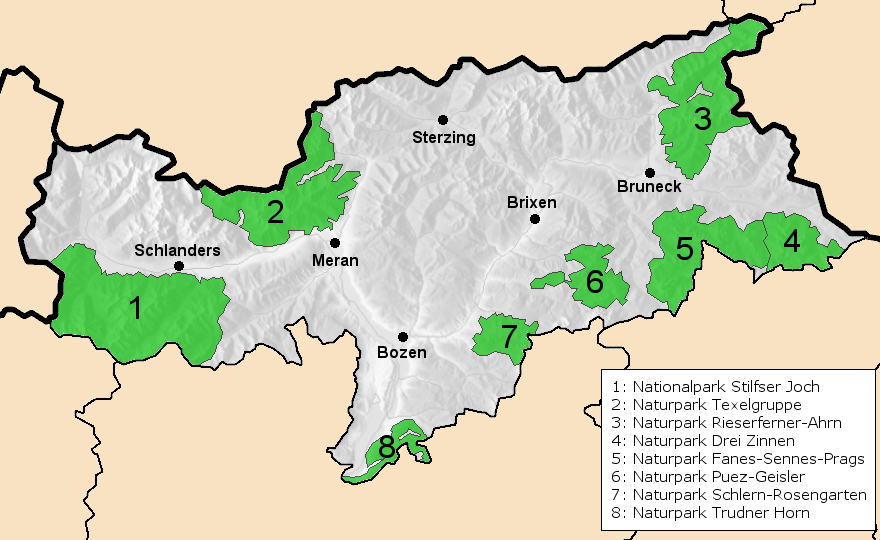
Park na mapě Jižního Tyrolska

Přírodní park Schlern-Rosengarten (italsky Parco Naturale Sciliar-Catinaccio) je regionální park nalézající se v Jižním Tyrolsku v Dolomitech (Itálie). Park byl založen v roce 1974 a zaujímá plochu 7291 ha na území obcí Tiers, Völs am Schlern a Kastelruth.

## Poloha a stanoviště
Park se nachází v západních Dolomitech, cca 10 km východně od města Bolzano. Jádrovým územím přírodního parku je horská skupina Schlerngruppe se stejnojmenným nejvyšším vrcholem Schlern (2563 m). Severně od spojnice Schlern-Roterdspitze-Rosszähne se park rozšiřuje do oblasti Seiser Alm, jejíž jižní části leží uvnitř přírodního parku. Na západě do přírodního parku spadá údolí Eisacktal. V jihovýchodníčásti přírodního parku – na hranici provincie Trentino – se nalézá jihotyrolská část masivu Rosengarten se svými nejvyššími vrcholy Rosengartenspitze (2981 m) a Kesselkogel (3004 m).
V přírodním parku převládají smíšené jehličnaté lesy. Oblast Seiser Almu je význačná koberci alpských luk, vřesovišti. Na většině území parku se však nalézají řídce zarostlé dolomitové skály a suti.

## Galerie

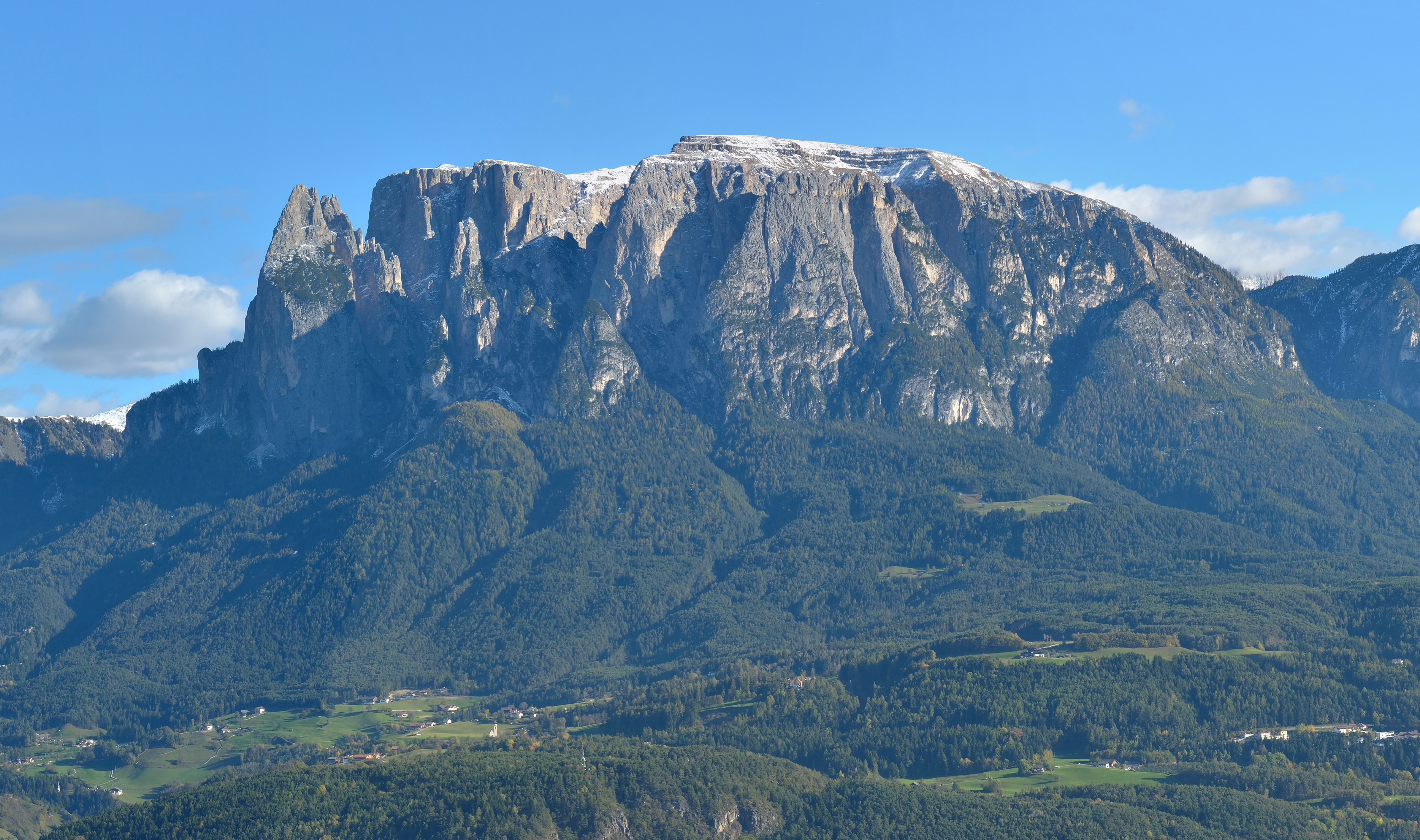
Schlern
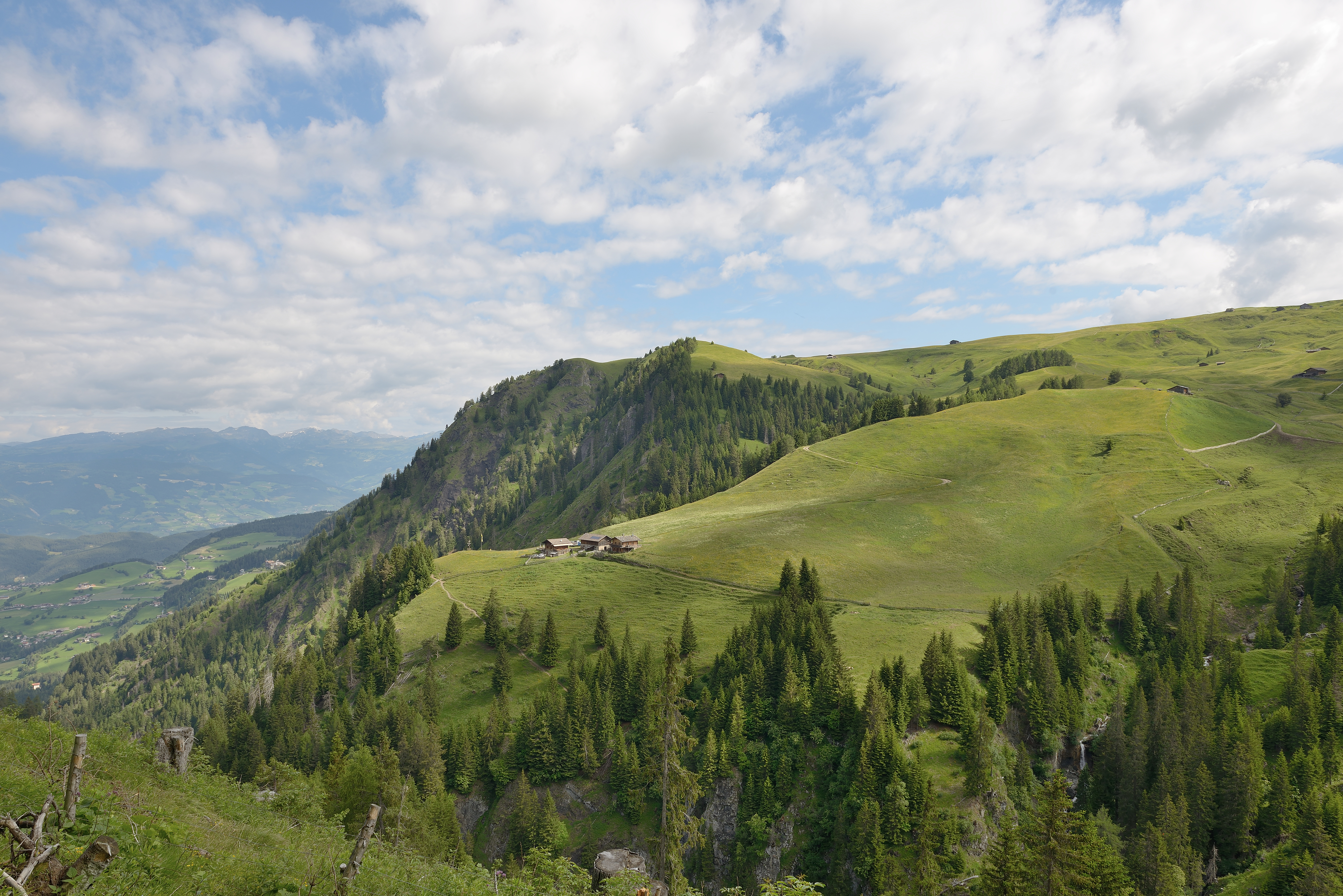
Seiser Alm
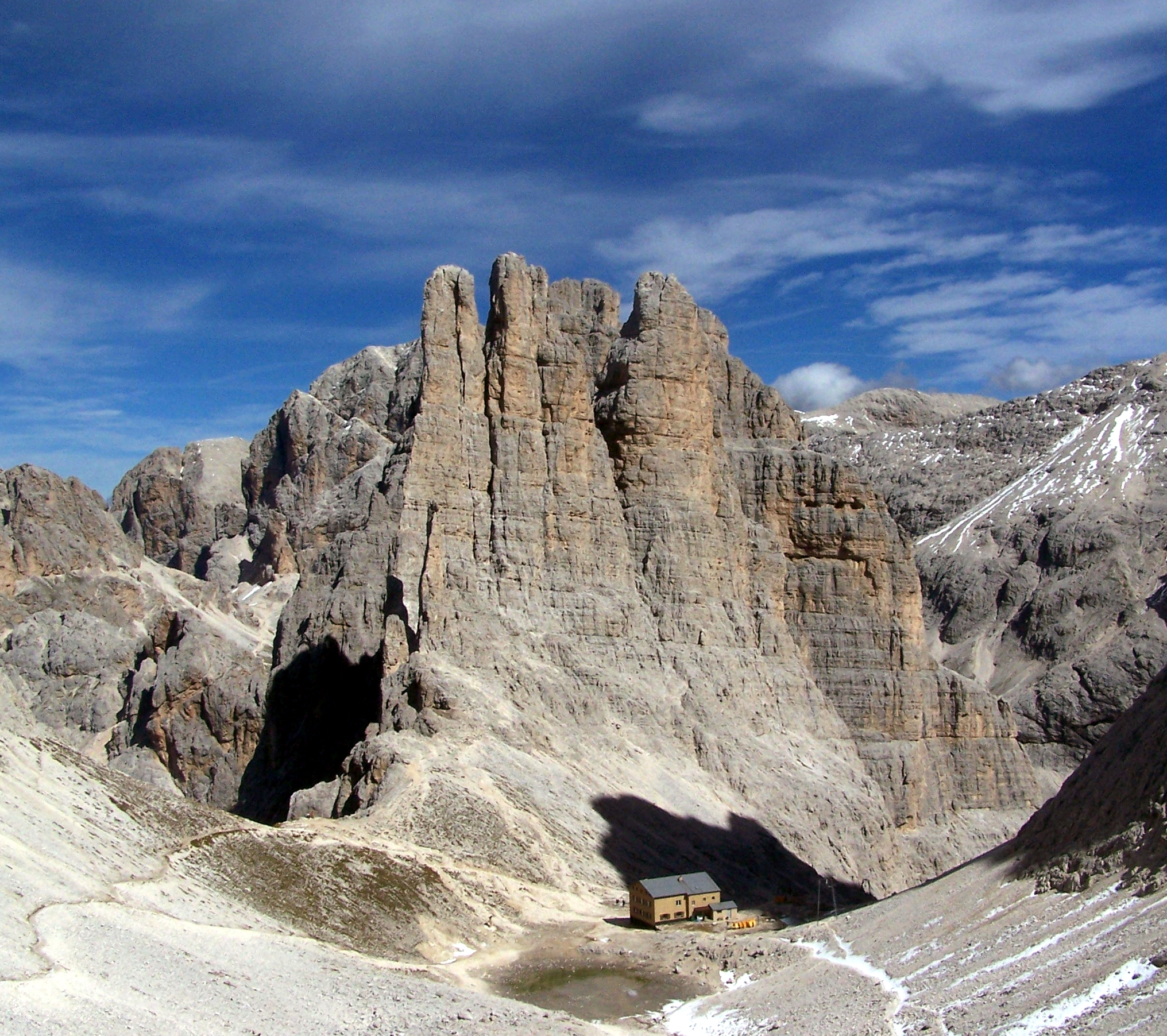
Vajolet-Türme
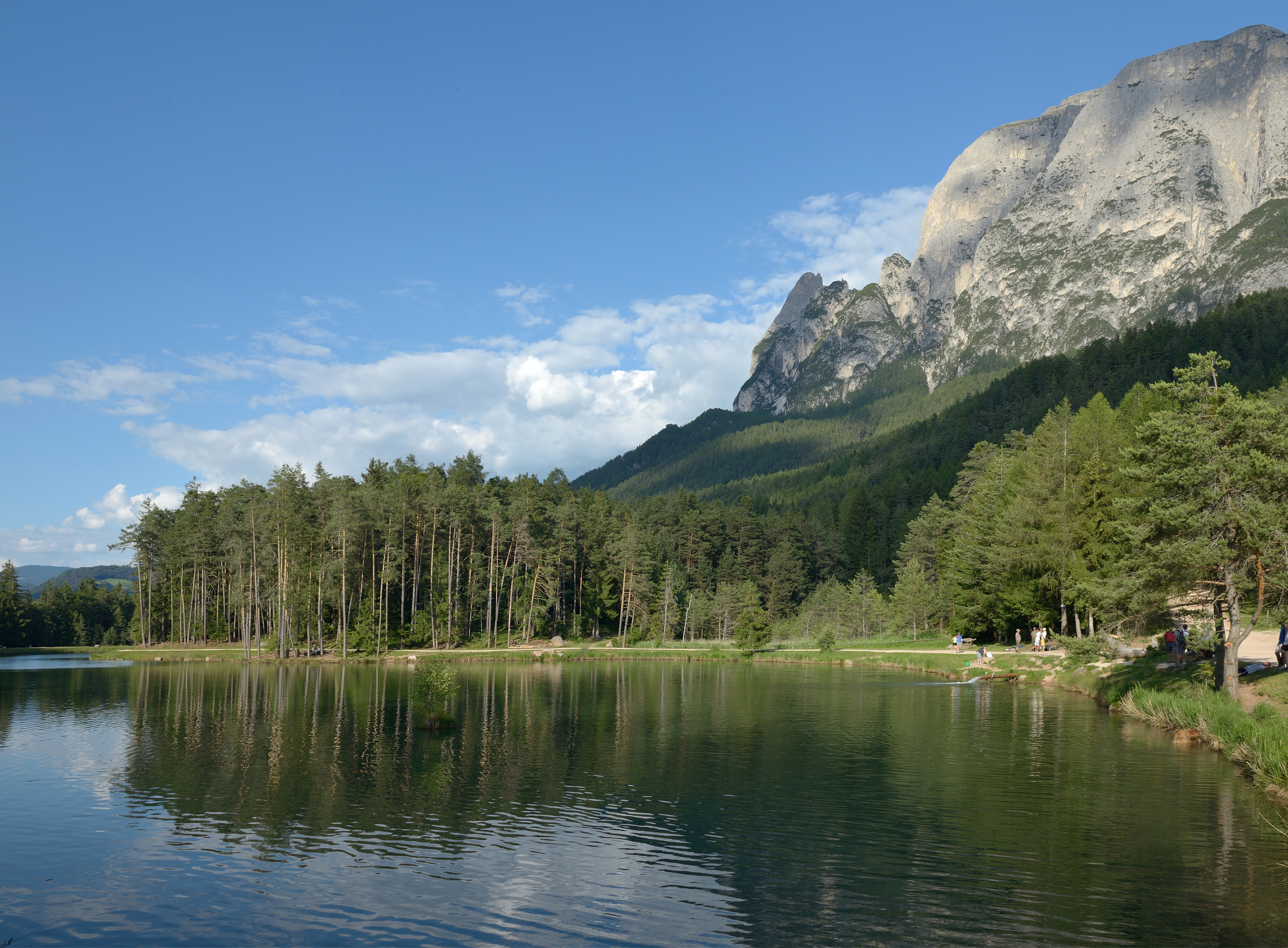
jezero Völser Weiher
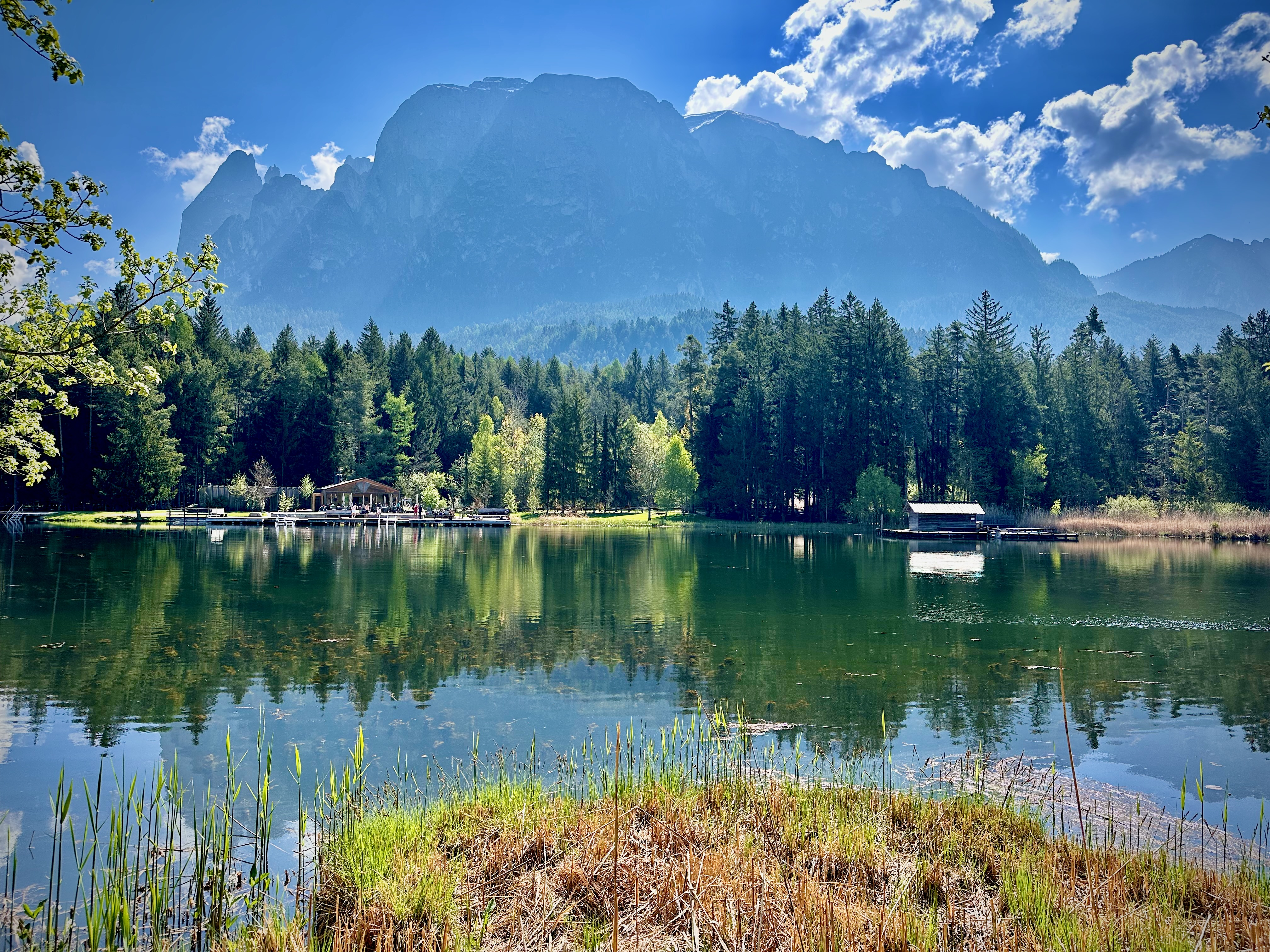
jezero Völser Weiher

## Historie a instituce
Přírodní park byl založen v roce 1974 jako první přírodní park v Jižním Tyrolsku. V roce 2003 byla rozloha přírodního parku zahrnutím horské skupiny Rosengarten výrazně zvětšena. V roce 2009 přírodní park zařadilo UNESCO jako součást světového přírodního dědictví Dolomit.
"Naturparkhaus Schlern-Rosengarten" nalézající se v bývalé Stegerově pile v Weißlahnbad v obci Tiers ukazuje tradiční řemesla a geologii Schlernu.
Informační centrum Přírodního parku se nachází na břehu jezera Völser Weiher.